# به‌سوی ستارگان
به‌سوی ستارگان (لاتین: Ad Astra) فیلمی آمریکایی در ژانر پست مدرنیته و علمی-تخیلی به کارگردانی، تهیه‌کنندگی، و نویسندگیِ مشترکِ جیمز گری است که فاکس قرن بیستم در ۱۱ ژانویه ۲۰۱۹ منتشر کرد. از بازیگران آن می‌توان به برد پیت، تامی لی جونز، روث نگا، لیو تایلر و دونالد ساترلند اشاره کرد. این فیلم تحسین منتقدان را برانگیخته و کارگردانی، جلوه‌های ویژه و بازی برد پیت در آن ستوده شده‌است.
به‌سوی ستارگان نامزد دریافت جایزه اسکار بهترین میکس صدا در نودودومین مراسم این جایزه شده‌است.

## خلاصهٔ داستان
داستان فیلم در بارهٔ فضانوردی به نام روی مک‌براید (برد پیت) است. روی مک‌براید قرار است در جستجوی پدر خود که حدود دو دهه پیش در مأموریتی یک‌طرفه به سیارهٔ نپتون سفر کرده‌بود تا نشانه‌هایی از حیات موجودات بیگانه بیابد، سفری دور و دراز را آغاز کند اما…
«روی مک‌براید» مأموریت خطرناک کاوش در منظومهٔ شمسی را برای یافتن پدر و تیم نفرین‌شدهٔ همراهش سالها پس از اعزام آنها بر عهده می‌گیرد؛ زیرا زمین با نوسانات ناگهانی و خطرناک انرژی مواجه است که حیات ساکنان آن را تهدید می‌کند و دانشمندان منشأ این نوسانات را از سمت سیارهٔ نپتون و پروژهٔ موسوم به لیما به‌سرپرستی پدر «روی»، کلیفورد مک‌براید (تامی لی جونز) تشخیص داده‌اند.

## شرح داستان
در اوایل قرن بیست‌و‌دوم، فوران‌های مرموزی از پرتوهای کیهانی که از نپتون سرچشمه می‌گیرند، باعث افزایش ناگهانی انرژی می‌شوند که کل حیات در سامانه خورشیدی را تهدید می‌کند. به سرگرد روی مک‌براید اطلاع داده می‌شود که منشأ این انفجارها، پادماده است و ممکن است با «پروژه لیما» مرتبط باشد؛ یک ایستگاه فضایی در مدار نپتون که بیست‌و‌نه سال پیش برای جست‌وجوی حیات هوشمند به فضا فرستاده شده و با پادماده کار می‌کند. پدر روی، کلیفورد مک‌براید، فرمانده این پروژه بود؛ مردی که در تاریخچه اسپیس‌کام قهرمان شناخته می‌شود. تماس با پروژه پس از شانزده سال قطع شده بود. روی می‌پذیرد که به مریخ سفر کند تا از آخرین ایستگاه ارتباطی فعال که از انفجارها در امان مانده، برای تماس با کلیفورد در ایستگاه لیما استفاده کند.
در پایگاه اسپیس‌کام در ماه، سرهنگ پریوت به‌صورت محرمانه به روی می‌گوید که اگر تماس با پروژه لیما برقرار نشود، باید ایستگاه نابود گردد. روی با فضاپیمای اسپیس‌کام به نام سفئوس راهی مریخ می‌شود.
هنگام فرود سفئوس در مریخ، موج انفجار دیگری رخ می‌دهد. روی فرماندهی را به‌دست می‌گیرد و فضاپیما را با آرامش فرود می‌آورد. پس از ورود به پایگاه زیرزمینی اسپیس‌کام، روی شروع به ضبط پیام‌های صوتی از پیش‌نوشته‌شده و ارسال آن‌ها برای پروژه لیما می‌کند، به این امید که کلیفورد پاسخی بدهد. پس از یک تلاش، او پیام رسمی را کنار می‌گذارد و پیامی شخصی برای پدرش می‌فرستد، با این امید که روزی او را ببیند. سپس به او گفته می‌شود که به دلیل «ارتباط شخصی» با موضوع، دیگر برای ادامه مأموریت مناسب نیست و باید به زمین بازگردد.
روی توسط مدیر پایگاه، هلن لانتوس، ملاقات می‌شود که می‌گوید والدینش از اعضای پروژه لیما بوده‌اند. او ویدیویی محرمانه به روی نشان می‌دهد که نشان می‌دهد اعضای تیم کلیفورد دست به شورش زده و تلاش کردند به زمین بازگردند، اما کلیفورد سامانه‌های پشتیبانی حیاتی آن‌ها را خاموش کرده؛ پدر و مادر هلن نیز در میان کشته‌شدگان بودند. داستان قهرمانانه کلیفورد برای پنهان کردن این حقیقت ساخته شده بود. او همچنین فاش می‌کند که فضاپیمای سفئوس حامل یک بمب هسته‌ای است و اکنون برای مأموریتی محرمانه با هدف «یافتن و نابودسازی» ایستگاه لیما، اما بدون حضور روی، در نظر گرفته شده است. روی تصمیم می‌گیرد خودش با پدرش روبه‌رو شود. لانتوس به او کمک می‌کند تا به سکوی پرتاب برسد.
روی هنگام پرتاب وارد فضاپیما می‌شود و فوراً توسط خدمه شناسایی می‌شود؛ در درگیری ناخواسته، خدمه کشته می‌شوند. در طول سفر ۷۹ روزه به نپتون، روی در خلوت خود درباره رابطه‌اش با پدرش و همسر دورافتاده‌اش، ایو، می‌اندیشد. او سرانجام به ایستگاه می‌رسد و بمب هسته‌ای را کار می‌گذارد، سپس با کلیفورد که تنها بازمانده پروژه لیما است، روبه‌رو می‌شود. کلیفورد توضیح می‌دهد که انفجارها ناشی از ذوب هسته‌ای پاد ماده‌ای هستند که پس از شورش رخ داده. او همچنین به روی اعتراف می‌کند که هرگز واقعاً برای خانواده‌اش اهمیتی قائل نبوده و زمین را خانهٔ خود نمی‌داند.
روی اطلاعات جمع‌آوری‌شده توسط تیم پروژه لیما دربارهٔ سیارات متعدد را کپی می‌کند و کلیفورد را قانع می‌کند که با او به زمین بازگردد. او بمب را فعال می‌کند و هر دو از بدنه ایستگاه به‌سوی سفئوس می‌روند. ناگهان کلیفورد با استفاده از پیشران لباس فضایی‌اش، هر دو را به بیرون پرتاب می‌کند. او از روی می‌خواهد که طناب اتصال را ببُرد و رهایش کند؛ روی با اکراه این کار را می‌کند و نظاره‌گر رها شدن پدرش در اعماق فضا می‌شود. سپس با استفاده از لباس فضایی خود به سفئوس بازمی‌گردد. روی پیامی به اسپیس‌کام می‌فرستد و می‌گوید اگر در مسیر بازگشت کشته شد، آن‌ها باید برای بازیابی داده‌های پروژه لیما تلاش کنند. او از موج انفجار ناشی از انفجار ایستگاه به‌عنوان پیشران اصلی استفاده می‌کند تا سفئوس را به‌سوی زمین بازگرداند.
داده‌های بازیابی‌شده از ایستگاه لیما نشان می‌دهد که هیچ حیات هوشمندی در جهان قابل مشاهده یافت نشده، اما این اطلاعات گنجینه‌ای عظیم درباره سیارات فراخورشیدی شگفت‌انگیز و بی‌شماری است. روی مجذوب زیبایی و شگفتی آن‌ها می‌شود، چیزی که پدرش هرگز درک نکرده بود. او با نگاهی نو و امیدی تازه به زمین بازمی‌گردد و بار دیگر با همسرش دیدار می‌کند.

## بازیگران
- برد پیت
- تامی لی جونز
- روث نگا
- دونالد ساترلند
- جیمی کندی
- جان فین
- کیمبرلی الیز
- لیسا گی همیلتون
- جان اورتیز